# Dinati
Dinati su bili bogati bizantski zemljoposjednici. Pojavljuju se u izvorima tijekom 11. stoljeća. Oni su, s jedne strane, posjjedovali monopol na visoke državne službe u centru i u provincijama i, s druge strane, vodili su upornu borbu da se okoriste siromašenjem općinarskog i stratiotskog seljaštva i prigrabe njihovu zemlju.